# 196945 Guerin
196945 Guerin este o planetă minoră (asteroid) din centura de asteroizi. A fost descoperită pe 26 octombrie 2003 la Ottmarsheim de Claudine Rinner. 
Obiectul prezintă o orbită caracterizată de o semiaxă mare de 2,9814136213339 UAi, o excentricitate de 0,14, o înclinație de 4 ° în raport cu ecliptica.